# 黒田長礼
黒田 長礼（黑田 長禮、くろだ ながみち、1889年（明治22年）11月24日- 1978年（昭和53年）4月16日）は、日本の華族（侯爵）、鳥類学者、政治家（貴族院議員）。
日本鳥学会会長を務めたことから、「日本鳥学の父」と呼ばれた。旧筑前国福岡藩黒田家当主で、黒田長政から数えて14代目に当たる。

## 家族
祖父は第12代福岡藩主・黒田長知。父は貴族院副議長を務めた黒田長成、母は清子（島津忠義の次女）である。姉妹のうち、幸子は長嶺公固の妻、良子は高倉永輝の妻。
妻は閑院宮載仁親王の第二王女の茂子。長男の長久も長じて鳥類学者となり、山階鳥類研究所所長を務めた。長女の政子（1915年生）は前田利建に、次女の光子（1921年生）は山内豊秋にそれぞれ嫁いだ。三女・静子（1927年生）は米軍女子寮の売店で働いていたときにGHQ情報部のハワイ出身日系二世の満生光雄と知り合い、1951年に結婚した。

## 経歴
1889年、東京府東京市赤坂区福吉町（後の東京都港区赤坂二丁目15～23番、六丁目7番）の黒田本邸にて生まれた。黒田本邸は広大な日本庭園があり、父親は池に来る雁を鷹狩する趣味があったが、息子の長礼は狩りではなく鳥そのものに興味を示した。学習院高等科から東京帝国大学理科大学動物学第三講座に進み、同大学院に進学した。大学院での指導教官は、動物学第三講座初代教授の渡瀬庄三郎であった。1917年（大正6年）、大学院2年在学中に朝鮮半島に鳥類採集に出かけ、新種のカモ「カンムリツクシガモ」を発見。命名者となった。1923年（大正12年）1月25日、渡瀬庄三郎、田子勝彌、内田清之助、黒田長礼、小林桂助、岸田久吉が中心となって「日本哺乳動物学会」を設立。翌年の1924年（大正13年）、学位論文『琉球列島の鳥相に関する研究』を東京帝国大学に提出して理学博士の学位を取得した。これにより、鳥類学の学位を日本で初めて取得した人物となった。
その後は宮中に入り、宮内省主猟官や式部官を務めた。1939年（昭和14年）8月14日、父・長成が死去した。同年10月2日、補欠選挙により、貴族院侯爵議員に就任する（-1947年5月2日、火曜会所属）。
宮中での職務に当たったため、大学に所属して研究者として活動することはなかったが、その後も鳥類学の研究にかかわり、1934年（昭和9年）、「日本野鳥之会」を中西悟堂、内田清之助、鷹司信輔、山階芳麿とともに設立。1947年（昭和22年）から1963年（昭和38年）までは日本鳥学会会頭をつとめた。鳥学会では長礼侯爵の事跡を記念して後に、「黒田賞」を創設している。
また、黒田雁月の雅号で雑誌「動物文学」などに一般向けの文を発表した。
1978年（昭和53年）4月16日に逝去。墓所は青山霊園(1イ4-13～17)。

## 栄典

### 位階
- 1915年（大正4年）12月10日 - 正五位[10]
- 1940年（昭和15年）5月20日 - 従三位[11]

### 勲章等
- 1940年（昭和15年）8月15日 - 紀元二千六百年祝典記念章[12]
- 1964年 - 紫綬褒章
- 1965年 - 勲三等瑞宝章

## 研究内容・業績

### 日本野鳥の会、日本哺乳類学界の設立
- 日本における分類生物学の草分けのひとりであり、1923年に中西悟堂、内田清之助、鷹司信輔、山階芳麿とともに日本野鳥の会の設立発起人となり会頭となった。また、渡瀬庄三郎、田子勝彌、内田清之助、小林桂助、岸田久吉とともに戦前の日本哺乳動物学会を設立し、学問の振興に寄与した。

### 鳥類研究者として
- 絶滅種であるカンムリツクシガモ、ミヤコショウビンが新種として認定されたのは長礼の功績が大きい。
- 『鳥類原色大図説 全3巻』（1933-1934）や『ジャワの鳥』（2巻 1933-1936）、Parrots of the World in Life Colours(1975)などの30冊以上の著書があり、「ブックメーカー」と呼ばれた。『鳥類原色大図説 全3巻』は、昭和8年に宮内省が自費出版した非売品であり、名著と名高く、絵は鳥類画のパイオニア、小林重三が担当し、1092種類の絵が描かれている。原画は黒田家が所有していたが、戦災で全て焼失してしまった。同書は山階芳麿による『日本の鳥類と其の生態』、清棲幸保による『増補改訂版・日本鳥類大図鑑全3巻、増補版1巻』と並び、日本鳥類三大図鑑と呼ばれ、大くの鳥類学者に影響を与えた[13]。

## 黒田家14代目当主として

### 黒田家什宝の寄贈
長礼は生前、「黒田家什宝は美術工芸品であっても、郷土福岡との関連において役立てるべき歴史的文化財である」との言葉を残しており、彼の没後、黒田家に伝来した宝物や美術品・歴史資料は亡夫の遺志を継いだ茂子夫人により『黒田資料』としてまとめられ、福岡市に寄贈された。『黒田資料』はその後、福岡市東区志賀島出土の『漢委奴国王印』・刀『へし切長谷部』・太刀『日光一文字』（以上3点国宝）や天下三名槍の『日本号』などのように歴史的価値の高いものは福岡市博物館へ、書画など美術的価値の高いものは福岡市美術館へ分けられて収蔵・展示されている。
黒田茂子が福岡市に寄贈した物以外にも黒田家伝来の国宝・重要文化財は多数あり、重文『唐絵手鑑「筆耕園」』など（東京国立博物館）、国宝『太刀 銘安家』、重文『維摩居士像』、重文『梅に鴉図』など（京都国立博物館）、重文『太刀 銘国村』、『井戸茶碗銘・奈良』、『高取砧形花活』、『耳付茶入』など（出光美術館）、重文『手鑑「毫戦筆陣」』、『寂室元光墨跡餞別偈』、『瀬戸春慶胴締建水』など（五島美術館）、重文『金光明最勝王経』（大東急記念文庫）、国宝『丹霞焼仏図 禅機図断簡』、重文『青磁銹斑文瓶』（石橋財団）、重文『大坂夏の陣図屏風』（大阪城天守閣所蔵）、重文『吾妻鏡』（国立公文書館）、重美『西湖図襖』（サントリー美術館）、重文『高士観月図』（MOA美術館）、『刀名物岩切海部』、重文『短刀 朱銘稲葉志津』（個人蔵）、重文『太刀 銘助宗』（法人蔵）などが知られている。

## 著書

### 単著
- 『羽田鴨場の記』斎藤豁、1908年10月。
- 『Ducks of the world』日本鳥学会、1912年10月。
- 『Geese and swans of the world』日本鳥学会、1913年10月。
- 『台湾島の鳥界』日本鳥学会〈日本鳥学会臨時刊行物 第6編〉、1916年10月。NDLJP:985893。
- 『鮮満鳥類一班』日本鳥学会〈日本鳥学会臨時刊行物 第7編〉、1917年12月。
- 『鷸千鳥類図説』裳華房書店、1918年12月。
- 『六郷川口に於ける鷸・千鳥類の「渡り」』日本鳥学会〈日本鳥学会臨時刊行物 第8編〉、1919年7月。
- 『対馬ノ動物ニ関スルモノ』内務省〈史蹟名勝天然紀念物調査報告 第22号〉、1921年4月。NDLJP:976804。
- 『静岡県伊東町「浄の池」ノ魚類ニ関スルモノ』内務省〈史蹟名勝天然紀念物調査報告 第26号〉、1921年10月。NDLJP:976807。
- 『富士山鳥界一斑』黒田長礼、1926年12月。
- 『鳥類原色大図説』 第1巻、修教社書院、1933年10月。
- 『鳥類原色大図説』 第2巻、修教社書院、1934年1月。
- 『鳥類原色大図説』 第3巻、修教社書院、1934年3月。
  - 『鳥類原色大図説』 第1巻（新版）、講談社、1980年7月。
  - 『鳥類原色大図説』 第2巻（新版）、講談社、1980年7月。
  - 『鳥類原色大図説』 第3巻（新版）、講談社、1980年7月。
    - 『鳥類原色大図説』 第1巻（復刻版）、香柏社、1997年3月。ISBN 9784874490235。
    - 『鳥類原色大図説』 第2巻（復刻版）、香柏社、1997年3月。ISBN 9784874490235。
    - 『鳥類原色大図説』 第3巻（復刻版）、香柏社、1997年3月。ISBN 9784874490235。
- 『哺乳類』三省堂〈脊椎動物大系〉、1937年6月。
- 『雁と鴨』修教社書院、1939年2月。
- 『原色日本哺乳類図説』三省堂、1940年7月15日。NDLJP:1115140。(要登録)
- 『日本の獣』文祥堂〈新科学選集〉、1948年11月。
- 『日本獣類図説』創元社、1953年9月。
- 『小鳥の飼い方』愛隆堂〈実用入門叢書〉、1957年。
- 『旅と鳥 鳥とともに六十年』法政大学出版局、1958年10月。
- 『世界のオウムとインコ』日本鳥学会、1967年6月。
- 『世界のオウムとインコの図鑑』講談社、1975年10月。
- 『黒田長礼博士論文集』 1（魚類）、黒田奨学会、2007年8月。ISBN 9784901483209。
- 『黒田長礼博士論文集』 2（鳥類1）、黒田奨学会、2008年12月。ISBN 9784901483315。
- 『黒田長礼博士論文集』 3（鳥類2）、黒田奨学会、2012年8月。ISBN 9784901483513。
- 『黒田長礼博士論文集』 4（環境保護）、黒田奨学会、2014年1月。ISBN 9784901483643。

### 編纂
- 『日本産哺乳類目録』ヘラルド社、1938年6月。

### 翻訳
- ライフ編集部 編『哺乳類』リチャード・カーリントン解説、時事通信社〈ライフネーチュアライブラリー〉、1964年9月。
  - ライフ編集部 編『哺乳類』リチャード・カーリントン解説（改訂版）、時事通信社〈ライフネーチュアライブラリー〉、1970年10月。
  - ライフ編集部 編『哺乳類』リチャード・カーリントン解説（新装版）、時事通信社〈ライフネーチュアライブラリー〉、1975年11月。

### 校閲
- 水野馨『満州鳥類分布目録』水野馨、1934年10月。

### 共著
- 岡田利兵衞、黒田長礼、三井高遂『飼ひ鳥七講』 上、文化生活研究会〈小鳥の飼ひ方叢書 第9篇〉、1926年12月。
- 田中茂穂、雨宮育作、黒田長礼、石川昌、中沢毅一、瀧巖、内田亨、山田幸男『水産動植物図説 有用・有害・観賞』大地書院、1933年6月。
- 高樹嘉一 編『お濠の白鳥 コブハクチョウとその飼育』皇居外苑保存協会、1957年3月。
- 一万田尚登、黒田長礼『黒鳥』皇居外苑保存協会、1959年6月。
- 斎藤弘吉、今村泰二、黒田長礼『愛犬ものがたり・楽しい動物教室・鳥獣魚』講談社〈全集日本動物誌 12〉、1983年4月。ISBN 9784061477124。